# Festival de Trélazé
Le Festival de Trélazé, anciennement dénommé Festival estival de Trélazé, est un festival musical et culturel annuel français se déroulant à Trélazé, ville de Maine-et-Loire en région Pays de la Loire. Créé en 1996, il a lieu chaque été dans plusieurs sites de la commune.
Organisé par la mairie de Trélazé, la manifestation s'articule autour de spectacles musicaux et d'expositions d'art contemporain.
La vingt-cinquième édition, initialement prévue du 20 juin au 29 août 2020, est annulée le 23 avril par le comité d'organisation du festival, en raison de la pandémie de coronavirus.

## Présentation
Ce festival culturel et musical propose des spectacles et des expositions dans divers lieux de la ville : le parc du Vissoir, le parc Jean-Guéguen, l'église Saint-Pierre, la place Picasso, le musée de l'ardoise et les anciennes écuries des ardoisières. Depuis 2013, Arena Loire reçoit également une partie des manifestations,.
La partie festival musical propose un large éventail de styles musicaux, dont de la musique classique et de la variété, et la partie beaux-arts, des expositions d'œuvres de peintres et de sculpteurs contemporains.
Parmi les artistes venus au festival estival de Trélazé : Abd Al Malik, Salvatore Adamo, Hugues Aufray, Charles Aznavour, Joan Baez, Louis Bertignac, Ron Carter, Johnny Clegg, Steve Coleman, Diam’s, Dire Straits, Andy Emler, Paolo Fresu, Michel Fugain, Romain Leleu, Golden Gate Quartet, Michael Jones, Kassav, Khaled, Mickaël Miro, Yannick Noah, Rohff, Ballaké Sissoko, Umberto Tozzi, Bonnie Tyler et Zouk Machine.

## Historique
Le premier festival se déroule en 1996, sous le nom de Festival estival de Trélazé.
En juillet-août 2008, lors du festival, une exposition-rétrospective de l'artiste Jacques Tempereau est organisée dans les anciennes écuries des ardoisières.
Durant l'édition 2012, a lieu une exposition sur le thème Montparnasse-Saint-Germain-des-Près, avec des œuvres artistiques exposé aux anciennes écuries des ardoisières.
Le festival affiche une fréquentation de 80 000 personnes en 2013,,, de 130 000 personnes en 2014, plus de 180 000 personnes en 2015 et 250 000 festivaliers en 2018.
Jusqu'alors dénommé Festival estival de Trélazé, la manifestation change de nom en 2019 pour devenir Festival de Trélazé.

## Fonctionnement

### Direction artistique
Le festival de Trélazé est organisé par le service culturel de la mairie de Trélazé. En 2025, la directrice artistique du festival est Sokhna Fournier.

### Finances
En 2012, les dépenses du festival estival de Trélazé sont de 746 891 € et les recettes de 452 335 €. L'année suivante, le budget de la manifestation est de près de 800 000 €, financé à 60 % par un club de 180 entreprises mécènes et le reste par la municipalité.

## Au fil des éditions
Au cours de la 1re édition du Festival estival de Trélazé, en 1996, plusieurs spectacles sont donnés au musée de l'ardoise, dans un petit théâtre de verdure.
En 2009, le festival reçoit notamment Bagad Men Glaz, Sébastien Sturm et Jin Jin Band, le quatuor Tercea (violon, violoncelle et alto), Essex Youth Jazz Orchestra.
La 16e édition du festival de Trélazé accueille près de 60 000 personnes. S'y produisent en cette année 2011, Salvatore Adamo, Abd Al Malik, Joyce Jonathan, le Golden Gate Quarte, etc.
The Straits, composé d'anciens membres du groupe Dire Straits, clôt l'édition 2012 avec 15 000 personnes au parc de la Vissoir.
En 2013, la 18e édition du festival se déroule du 29 juin au 1er septembre, durant laquelle se produisent notamment Barbara Hendricks, Manu Katché, Isabelle Boulay, Marcus Miller, Earth Wind and Fire,, avec en fin de manifestation le groupe Supertramp et Roger Hodgson. 80 000 spectateurs assistent aux différentes manifestations.
L'année suivante, la manifestation reçoit notamment Simple Minds, le groupe de jazz-funk Kool & The Gang (parc du Vissoir), le groupe de musique classique Trio Wanderer (salle Arena Loire), Sylvie Vartan, Soul Men, et se termine par un concert de Tom Jones (parc du Vissoir),. Les organisateurs annoncent une fréquentation de 130 000 spectateurs.
La 20e édition du Festival estival de Trélazé se déroule du 27 juin au 29 août 2015, en seize concerts. On y voit notamment Jimmy Cliff, Status Quo, Michel Jonasz et The original blues brothers band. Le festival annonce une fréquentation entre 180 000 et 190 000 spectateurs.
En 2016, le festival a lieu du 24 juin au 27 août, avec à l'affiche UB40, Marina Kaye, Charles Aznavour, etc.
Dix-huit spectacles, au lieu de seize, sont programmés en 2017. Produisant des spectacles aux styles variés, on y voit Gérald de Palmas, Tal et Michel Fugain, Lisa Simone, Thylacine, Youssou N'Dour et pour la première fois une comédie musicale.
À l'affiche de l'édition 2018, plusieurs vedettes, éloignées dans leur style de musique, se produisent sur la scène du festival tel que Roch Voisine et Kid Creole and the Coconuts, Gloria Gaynor et Bernard Lavilliers, Michel Leeb et les sœurs Labèque, IAM et les Village People ; Ces derniers ayant choisi Trélazé comme seule date française de leur tournée 2018.
Pour la 24e édition, dix-huit concerts et une exposition sont proposés aux festivaliers, dont le groupe Europe, The Jacksons, Magic System, RIM'K, Benabar, Nolwenn Leroy et le groupe Tri Yann, Alpha Blondy et The Solar System, Gilbert Montagné et Coll Orchestra, Bob Sinclar, ainsi que le concert NRJ In the park. Plusieurs styles de musiques sont présentés, avec par exemple la présence d'un orchestre anglais de musique classique, le Bromley youth music trust. Le groupe Tri Yann commence sa tournée d'adieux le 2 juillet dans le cadre du festival de Trélazé,,.